# Neptis arboretorum
Neptis arboretorum är en fjärilsart som beskrevs av Charles Oberthür 1876. Neptis arboretorum ingår i släktet Neptis och familjen praktfjärilar. Inga underarter finns listade i Catalogue of Life.